# Major League Baseball 1997
La stagione 1997 della Major League Baseball  (MLB) fu la prima a disputarsi con il sistema detto interleague play ovvero l'incrocio tra le squadre delle due diverse leghe durante la stagione regolare.
L'All-Star Game si è giocato l'8 luglio al Jacobs Field di Cleveland, Ohio ed è stato vinto dalla selezione della American League per 3-1.
Le World Series si sono svolte tra il 18 e il 26 ottobre e sono state vinte dai Florida Marlins, per la prima volta nella loro storia, per 4 partite a 3 sui Cleveland Indians.

## Regular Season

### American League

#### East Division
| # | Squadra           | Vittorie | Sconfitte | Perc. | Diff. |
| - | ----------------- | -------- | --------- | ----- | ----- |
| 1 | Baltimore Orioles | 98       | 64        | .605  | -     |
| 2 | New York Yankees  | 96       | 66        | .586  | 2.0   |
| 3 | Detroit Tigers    | 79       | 83        | .488  | 19.0  |
| 4 | Boston Red Sox    | 78       | 84        | .481  | 20.0  |
| 5 | Toronto Blue Jays | 76       | 86        | .469  | 22.0  |

#### Central Division
| # | Squadra            | Vittorie | Sconfitte | Perc. | Diff. |
| - | ------------------ | -------- | --------- | ----- | ----- |
| 1 | Cleveland Indians  | 86       | 75        | .534  | -     |
| 2 | Chicago White Sox  | 80       | 81        | .497  | 6.0   |
| 3 | Milwaukee Brewers  | 78       | 83        | .484  | 8.0   |
| 4 | Minnesota Twins    | 68       | 94        | .420  | 18.5  |
| 5 | Kansas City Royals | 67       | 94        | .416  | 19.0  |

#### West Division
| # | Squadra           | Vittorie | Sconfitte | Perc. | Diff. |
| - | ----------------- | -------- | --------- | ----- | ----- |
| 1 | Seattle Mariners  | 90       | 72        | .556  | -     |
| 2 | Anaheim Angels    | 84       | 78        | .519  | 6.0   |
| 3 | Texas Rangers     | 77       | 85        | .475  | 13.0  |
| 4 | Oakland Athletics | 65       | 97        | .401  | 25.0  |

|  | Vincitore Division |
|  | Wild Card          |

### National League

#### East Division
| # | Squadra               | Vittorie | Sconfitte | Perc. | Diff. |
| - | --------------------- | -------- | --------- | ----- | ----- |
| 1 | Atlanta Braves        | 101      | 61        | .623  | -     |
| 2 | Florida Marlins       | 92       | 70        | .568  | 9.0   |
| 3 | New York Mets         | 88       | 74        | .543  | 13.0  |
| 4 | Montreal Expos        | 78       | 84        | .481  | 23.0  |
| 5 | Philadelphia Phillies | 68       | 94        | .420  | 33.0  |

#### Central Division
| # | Squadra             | Vittorie | Sconfitte | Perc. | Diff. |
| - | ------------------- | -------- | --------- | ----- | ----- |
| 1 | Houston Astros      | 84       | 78        | .519  | -     |
| 2 | Pittsburgh Pirates  | 79       | 83        | .488  | 5.0   |
| 3 | Cincinnati Reds     | 76       | 86        | .469  | 8.0   |
| 4 | St. Louis Cardinals | 73       | 89        | .451  | 11.0  |
| 5 | Chicago Cubs        | 68       | 94        | .420  | 16.0  |

#### West Division
| # | Squadra              | Vittorie | Sconfitte | Perc. | Diff. |
| - | -------------------- | -------- | --------- | ----- | ----- |
| 1 | San Francisco Giants | 90       | 72        | .556  | -     |
| 2 | Los Angeles Dodgers  | 88       | 74        | .543  | 2.0   |
| 3 | Colorado Rockies     | 83       | 79        | .512  | 7.0   |
| 4 | San Diego Padres     | 76       | 86        | .469  | 14.0  |

|  | Vincitore Division |
|  | Wild Card          |

### Record Individuali

#### American League
| Stat. | Giocatore          | Squadra           | Totale |
| ----- | ------------------ | ----------------- | ------ |
| AVG   | Frank Thomas       | Chicago White Sox | .347   |
| HR    | Ken Griffey Jr.    | Seattle Mariners  | 56     |
| RBI   | Ken Griffey Jr.    | Seattle Mariners  | 147    |
| R     | Ken Griffey Jr.    | Seattle Mariners  | 125    |
| H     | Norman Garciaparra | Boston Red Sox    | 209    |
| SB    | Brian Hunter       | Detroit Tigers    | 74     |

| Stat. | Giocatore     | Squadra           | Totale |
| ----- | ------------- | ----------------- | ------ |
| W     | Roger Clemens | Toronto Blue Jays | 21     |
| L     | Tim Wakefield | Boston Red Sox    | 15     |
| L     | James Baldwin | Chicago White Sox | 15     |
| L     | Cal Eldred    | Milwaukee Brewers | 15     |
| ERA   | Roger Clemens | Toronto Blue Jays | 2.04   |
| K     | Roger Clemens | Toronto Blue Jays | 292    |
| IP    | Roger Clemens | Toronto Blue Jays | 264    |
| IP    | Pat Hentgen   | Toronto Blue Jays | 264    |
| SV    | Randy Myers   | Baltimore Orioles | 45     |

- Roger Clemens vincitore della Tripla Corona dei lanci.

#### National League
| Stat. | Giocatore        | Squadra            | Totale |
| ----- | ---------------- | ------------------ | ------ |
| AVG   | Tony Gwynn       | San Diego Padres   | .372   |
| HR    | Larry Walker     | Colorado Rockies   | 49     |
| RBI   | Andres Galarraga | Colorado Rockies   | 140    |
| R     | Craig Biggio     | Houston Astros     | 146    |
| H     | Tony Gwynn       | San Diego Padres   | 220    |
| SB    | Tony Womack      | Pittsburgh Pirates | 60     |

| Stat. | Giocatore      | Squadra               | Totale |
| ----- | -------------- | --------------------- | ------ |
| W     | Denny Neagle   | Atlanta Braves        | 20     |
| L     | Mark Leiter    | Philadelphia Phillies | 17     |
| ERA   | Pedro Martínez | Montreal Expos        | 1.90   |
| K     | Curt Schilling | Philadelphia Phillies | 319    |
| IP    | John Smoltz    | Atlanta Braves        | 256    |
| SV    | Jeff Shaw      | Cincinnati Reds       | 42     |

## Post Season
|  | Division Series | Division Series   | Division Series   |                 |                      | League Championship Series | League Championship Series | League Championship Series |  |  | World Series | World Series      | World Series |
|  |                 |                   |                   |                 |                      |                            |                            |                            |  |  |              |                   |              |
|  | 3               | Cleveland Indians | 3                 |                 |                      |                            |                            |                            |  |  |              |                   |              |
|  | wc              | New York Yankees  | 2                 |                 |                      |                            |                            |                            |  |  |              |                   |              |
|  | wc              | New York Yankees  | 2                 |                 | 3                    | Cleveland Indians          | 4                          |                            |  |  |              |                   |              |
|  |                 |                   |                   |                 | 3                    | Cleveland Indians          | 4                          |                            |  |  |              |                   |              |
|  |                 | 1                 | Baltimore Orioles | 2               |                      |                            |                            |                            |  |  |              |                   |              |
|  | 1               | 1                 | Baltimore Orioles | 2               | Baltimore Orioles    | 3                          |                            |                            |  |  |              |                   |              |
|  | 1               |                   |                   |                 | Baltimore Orioles    | 3                          |                            |                            |  |  |              |                   |              |
|  | 2               | Seattle Mariners  | 1                 |                 |                      |                            |                            |                            |  |  |              |                   |              |
|  |                 |                   |                   |                 |                      |                            |                            |                            |  |  | AL           | Cleveland Indians | 3            |
|  |                 |                   | NL                | Florida Marlins | 4                    |                            |                            |                            |  |  |              |                   |              |
|  | 1               | Atlanta Braves    | 3                 |                 |                      |                            |                            |                            |  |  |              |                   |              |
|  | 3               | Houston Astros    | 0                 |                 |                      |                            |                            |                            |  |  |              |                   |              |
|  | 3               | Houston Astros    | 0                 |                 | 1                    | Atlanta Braves             | 2                          |                            |  |  |              |                   |              |
|  |                 |                   |                   |                 | 1                    | Atlanta Braves             | 2                          |                            |  |  |              |                   |              |
|  |                 | wc                | Florida Marlins   | 4               |                      |                            |                            |                            |  |  |              |                   |              |
|  | 2               | wc                | Florida Marlins   | 4               | San Francisco Giants | 0                          |                            |                            |  |  |              |                   |              |
|  | 2               |                   |                   |                 | San Francisco Giants | 0                          |                            |                            |  |  |              |                   |              |
|  | wc              | Florida Marlins   | 3                 |                 |                      |                            |                            |                            |  |  |              |                   |              |

### Division Series
American League
| Data                                   | Squadra di casa   | Squadra ospite    | Ris.  |
| -------------------------------------- | ----------------- | ----------------- | ----- |
| 30/09                                  | New York Yankees  | Cleveland Indians | 8 - 6 |
| 02/10                                  | New York Yankees  | Cleveland Indians | 5 - 7 |
| 04/10                                  | Cleveland Indians | New York Yankees  | 1 - 6 |
| 05/10                                  | Cleveland Indians | New York Yankees  | 3 - 2 |
| 06/10                                  | Cleveland Indians | New York Yankees  | 4 - 3 |
| Cleveland Indians vincono la serie 3-2 |                   |                   |       |

| Data                                   | Squadra di casa   | Squadra ospite    | Ris.  |
| -------------------------------------- | ----------------- | ----------------- | ----- |
| 01/10                                  | Seattle Mariners  | Baltimore Orioles | 3 - 9 |
| 02/10                                  | Seattle Mariners  | Baltimore Orioles | 3 - 9 |
| 04/10                                  | Baltimore Orioles | Seattle Mariners  | 2 - 4 |
| 05/10                                  | Baltimore Orioles | Seattle Mariners  | 3 - 1 |
| Baltimore Orioles vincono la serie 3-1 |                   |                   |       |

National League
| Data                                | Squadra di casa | Squadra ospite | Ris.   |
| ----------------------------------- | --------------- | -------------- | ------ |
| 30/09                               | Atlanta Braves  | Houston Astros | 2 - 1  |
| 01/10                               | Atlanta Braves  | Houston Astros | 13 - 3 |
| 03/10                               | Houston Astros  | Atlanta Braves | 1 - 4  |
| Atlanta Braves vincono la serie 3-0 |                 |                |        |

| Data                                 | Squadra di casa      | Squadra ospite       | Ris.  |
| ------------------------------------ | -------------------- | -------------------- | ----- |
| 30/09                                | Florida Marlins      | San Francisco Giants | 2 - 1 |
| 01/10                                | Florida Marlins      | San Francisco Giants | 7 - 6 |
| 03/10                                | San Francisco Giants | Florida Marlins      | 2 - 6 |
| Florida Marlins vincono la serie 3-0 |                      |                      |       |

### League Championship Series
American League
| Data                                   | Squadra di casa   | Squadra ospite    | Ris.  |
| -------------------------------------- | ----------------- | ----------------- | ----- |
| 08/10                                  | Baltimore Orioles | Cleveland Indians | 3 - 0 |
| 09/10                                  | Baltimore Orioles | Cleveland Indians | 4 - 5 |
| 11/10                                  | Cleveland Indians | Baltimore Orioles | 2 - 1 |
| 12/10                                  | Cleveland Indians | Baltimore Orioles | 8 - 7 |
| 13/10                                  | Cleveland Indians | Baltimore Orioles | 2 - 4 |
| 15/10                                  | Baltimore Orioles | Cleveland Indians | 0 - 1 |
| Cleveland Indians vincono la serie 4-2 |                   |                   |       |

National League
| Data                                 | Squadra di casa | Squadra ospite  | Ris.  |
| ------------------------------------ | --------------- | --------------- | ----- |
| 07/10                                | Atlanta Braves  | Florida Marlins | 3 - 5 |
| 08/10                                | Atlanta Braves  | Florida Marlins | 7 - 1 |
| 10/10                                | Florida Marlins | Atlanta Braves  | 5 - 2 |
| 11/10                                | Florida Marlins | Atlanta Braves  | 0 - 4 |
| 12/10                                | Florida Marlins | Atlanta Braves  | 2 - 1 |
| 14/10                                | Atlanta Braves  | Florida Marlins | 4 - 7 |
| Florida Marlins vincono la serie 4-2 |                 |                 |       |

### World Series
| Data                                 | Squadra di casa   | Squadra ospite    | Ris.    |
| ------------------------------------ | ----------------- | ----------------- | ------- |
| 18/10                                | Florida Marlins   | Cleveland Indians | 7 - 4   |
| 19/10                                | Florida Marlins   | Cleveland Indians | 1 - 6   |
| 21/10                                | Cleveland Indians | Florida Marlins   | 11 - 14 |
| 22/10                                | Cleveland Indians | Florida Marlins   | 10 - 3  |
| 23/10                                | Cleveland Indians | Florida Marlins   | 3 - 1   |
| 25/10                                | Florida Marlins   | Cleveland Indians | 1 - 4   |
| 26/10                                | Florida Marlins   | Cleveland Indians | 3 - 2   |
| Florida Marlins vincono la serie 4-3 |                   |                   |         |

## Campioni
| World Series 1997 Florida Marlins Primo titolo |

## Premi
- Miglior giocatore della Stagione

|    | Giocatore       | Squadra          |
| -- | --------------- | ---------------- |
| AL | Ken Griffey Jr. | Seattle Mariners |
| NL | Larry Walker    | Colorado Rockies |

- Rookie dell'anno

|    | Giocatore         | Squadra               |
| -- | ----------------- | --------------------- |
| AL | Nomar Garciaparra | Boston Red Sox        |
| NL | Scott Rolen       | Philadelphia Phillies |

- Miglior giocatore delle World Series

| Giocatore       | Squadra         |
| --------------- | --------------- |
| Liván Hernández | Florida Marlins |